# Saint-Pal-de-Mons
 Saint-Pal-de-Mons  es una población y comuna francesa, situada en la región de Auvernia, departamento de Alto Loira, en el distrito de Yssingeaux y cantón de Sainte-Sigolène.

## Demografía
| 1521 | 1416 | 1365 | 1423 | 1542 | 1748 |
| Para los censos de 1962 a 1999 la población legal corresponde a la población sin duplicidades (Fuente: INSEE [Consultar]) |      |      |      |      |      |